# La Meignanne
La Meignanne korábbi község Franciaország Loire mente régiójában, Maine-et-Loire megyében. 2016. január 1-jén három másik korábbi községgel egyesült és Longuenée-en-Anjou új község része lett.
Lakosainak száma 2261 fő (2018. január 1.). La Meignanne Saint-Clément-de-la-Place, La Membrolle-sur-Longuenée, Le Plessis-Macé, Montreuil-Juigné, Avrillé, Beaucouzé és Saint-Lambert-la-Potherie községekkel határos.

## Népesség
A település népességének változása:
| Lakosok száma | 728  | 713  | 1163 | 1576 | 2054 | 2109 | 2118 | 2235 | 2268 | 2261 |
|               | 1962 | 1968 | 1982 | 1990 | 1999 | 2008 | 2011 | 2013 | 2017 | 2018 |